# Entwicklung der Erdatmosphäre
Die Entwicklung der Erdatmosphäre ist ein Teil der Theorie der chemischen Evolution der Erde und zudem ein wichtiges Element der Klimageschichte. Heute werden vier wesentliche Entwicklungsstufen der Erdatmosphäre unterschieden.

## Grundlagen
Für die Einteilung der Entwicklung der Erdatmosphäre in vier Stufen gibt es kein verbindliches Modell und der Sprachgebrauch ist sehr unterschiedlich. Die erste Stufe wird recht einheitlich als Uratmosphäre,  Primordialatmosphäre oder Erste Atmosphäre bezeichnet. Je nach Wahl der Termini werden alle folgenden Entwicklungsstufen durchnummeriert, also entweder, indem man mit der Ersten Atmosphäre fortfährt, oder indem man den Ausdruck Erste Atmosphäre als Synonym zu Uratmosphäre verwendet und demzufolge die Zweite Atmosphäre folgt. Im Weiteren wird die erste Alternative benutzt. Es ist jedoch zu beachten, dass bei gröberen Einteilungen der Zustand der Atmosphäre bis zum Auftreten größerer Sauerstoffkonzentrationen als Uratmosphäre bezeichnet wird.
Schwankungen in den Konzentrationen der Atmosphärengase gab es auch unabhängig von einer Einteilung in bestimmte Entwicklungsstufen während der gesamten Erdgeschichte. Auch die heutige Atmosphäre bildet keine Ausnahme, und ihre Zusammensetzung ist daher auch im Rahmen menschlicher Zeitskalen veränderlich. Dabei steht die Atmosphäre in ständiger Wechselwirkung mit den anderen Erdsphären, besonders der Hydrosphäre mit deren Ozeanen und der Lithosphäre über den Vulkanismus. Doch auch der Boden und insbesondere die Lebewelt bilden nicht zu unterschätzende Einflüsse. Letztlich kann daher nur das Zusammenwirken aller Faktoren, samt ihren zahlreichen Interaktionsmechanismen, eine schlüssige Erklärung dafür geben, wie sich die Atmosphäre in der Vergangenheit entwickelte (Paläoklimatologie) und eventuell in Zukunft entwickeln wird (Klimatologie).

## Entwicklung

### Uratmosphäre

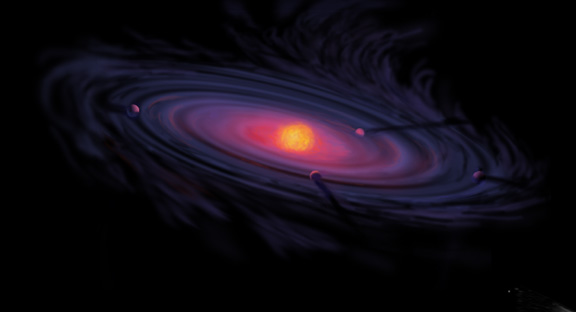
Zeichnung einer protoplanetaren Scheibe (NASA)

Die Erde entstand vor 4,58 Milliarden Jahren. Dabei verfügte sie schon sehr früh über eine vermutlich aus Wasserstoff (H2) und Helium (He) sowie in geringerem Maße aus Methan (CH4), Ammoniak (NH3) und einigen Edelgasen bestehende Gashülle, die jedoch aufgrund des geringeren Schwerefelds nur recht schwach an den Planeten gebunden war. Sie ging in der Folge innerhalb weniger hundert Millionen Jahre wieder fast vollständig verloren. Verantwortlich hierfür waren die kontraktionsbedingte Erwärmung, der Zerfall von Radionukliden unter Wärmeabgabe und die häufigen Einschläge kleinerer Himmelskörper, was bedingt durch die sehr hohen Geschwindigkeiten der einschlagenden Objekte zu einem – zumindest teilweisen – Aufschmelzen der Erde führte. Zu dieser sehr hohen Temperatur, die wohl aufgrund der hohen Teilchengeschwindigkeiten (siehe Atmosphäre) schon allein genügt hätte, die frühe Gashülle der Erde aufzulösen, kam das Zünden der Kernfusion in der Sonne. Der daraufhin einsetzende extrem starke Sonnenwind beseitigte wohl auch die letzten Reste der Uratmosphäre, insbesondere der leichten Elemente, und wehte sie in die äußeren Bereiche des Sonnensystems. Aus Spektralanalysen der dortigen Planeten, vor allem von Jupiter und Saturn, stammt dann auch ein Großteil der wissenschaftlichen Theorien bezüglich der frühen Erdatmosphäre.

### Erste Atmosphäre

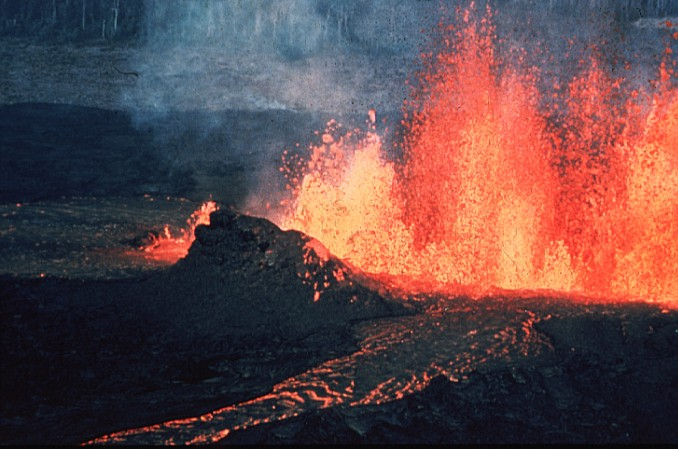
Der Vulkanismus als wesentlicher Einflussfaktor der Atmosphärenentwicklung

Mit der Zeit wurden die Einschläge seltener und ihre Intensitäten nahmen immer weiter ab. So konnte sich die Erde langsam abkühlen, indem sie Wärmestrahlung ins Weltall abgab. Die geringeren Temperaturen und damit Teilchengeschwindigkeiten der Gase verringerten die Diffusion ins All, was den Aufbau einer Atmosphäre begünstigte. Der in der Folgezeit auftretende Vulkanismus führte zu starken Ausgasungen und schuf damit die erste Atmosphäre. Dabei hatte die Gravitationsdifferenzierung der Erde, insbesondere die Bildung eines Eisen-Nickel-Kerns, dramatische Auswirkungen auf die Zusammensetzung dieser Ausgasungen. Erdkruste und Mantel zeigten dadurch einen wesentlich höheren Oxidationsgrad und setzten infolgedessen vorwiegend Kohlenstoffdioxid, Stickstoff und Schwefeldioxid frei, weniger jedoch Methan, Schwefelwasserstoff und Ammoniak.
Vor etwas über vier Milliarden Jahren bestand die damalige Atmosphäre vermutlich zu etwa 80 % aus Wasserdampf (H2O), zu 10 % Kohlenstoffdioxid (CO2) und zu 5 bis 7 % aus Schwefelwasserstoff (H2S) sowie Spuren von Stickstoff (N2), Wasserstoff (H2), Kohlenstoffmonoxid (CO), Helium, Methan und Ammoniak. Dabei handelt es sich um eben jene Produkte des Vulkanismus, wie man sie auch an heutigem Vulkanismus beobachten kann. Ansonsten können diese Angaben nicht direkt bewiesen werden. Der hohe Anteil des Wasserdampfs erklärt sich dadurch, dass die Atmosphäre zu diesem Zeitpunkt noch zu warm war, um Niederschläge bilden zu können. Es gab also noch keine Gewässer auf der Erde. Der Ursprung des Wassers ist umstritten.

### Zweite Atmosphäre
Nachdem die Erde ausreichend abgekühlt war, kam es zu einem extrem langen Dauerregen von etwa 40.000 Jahren, nach dessen Ende sich die Ozeane gebildet hatten und dementsprechend die anderen Atmosphärengase relativ zum Wasserdampf angereichert wurden. Die hohe UV-Einstrahlung bedingte eine photochemische Zerlegung der Wasser-, Methan- und Ammoniakmoleküle, wodurch sich Kohlenstoffdioxid und Stickstoff ansammelten, eventuell auch Tholine. Frühe Stoffwechselvorgänge von gärenden und chemolithotrophen Bakterien und Archaeen erhöhten zusätzlich den Gehalt an Stickstoff und auch Methan. Die leichten Gase wie Wasserstoff oder Helium verflüchtigten sich in den Weltraum, vor allem Kohlenstoffdioxid und Schwefelwasserstoff wurden in großen Mengen in den neu entstandenen Ozeanen gelöst. Kohlenstoffdioxid bildet bei Lösung in Wasser Kohlensäure (H2CO3), aus der sich durch Dissoziation Hydrogencarbonat-Ionen (HCO3−), Carbonat-Ionen (CO32−) und Wasserstoff-Ionen (H+) (genauer: Oxonium-Ionen H3O+) bilden. Dadurch war die Wasserstoffionenkonzentration hoch, der pH-Wert also sehr niedrig. Carbonat-Ionen bilden mit bestimmten Kationen, insbesondere mit Calcium-Ionen, schwerlösliche Carbonate, die ausgefällt werden. Wegen des niedrigen pH-Werts war jedoch die Konzentration der Carbonat-Ionen sehr niedrig, Calciumcarbonate fielen zunächst nicht aus. Durch den Verbrauch von Kohlenstoffdioxid zum Aufbau von Biomasse, also zum Wachstum der Lebewesen, erhöhte sich der pH-Wert und damit auch die Konzentration der Carbonat-Ionen mit der Folge der Ausfällung von Carbonaten. Dies führte zu mächtigen Ablagerungen am Ozeanboden. Einzig unbeeinflusst blieb der inerte Stickstoff. Dieser sammelte sich mit der Zeit an, und vor etwa 3,4 Milliarden Jahren schloss sich dann die Entwicklung der zweiten Atmosphäre ab. Sie hatte nun vermutlich Stickstoff als Hauptbestandteil und enthielt in geringeren Mengen wahrscheinlich Wasserdampf, Kohlenstoffdioxid und Argon.

### Dritte Atmosphäre

Entwicklung des O_{2}-Gehaltes in der Atmosphäre während der letzten Jahrmilliarde

Die Bildung von Sauerstoff (Dioxygen, O2) spielt die Hauptrolle bei der Herausbildung unserer heutigen, der dritten Atmosphäre. Dabei kommt der oxygenen Photosynthese eine dominante Stellung zu, andere Effekte, wie die Photodissoziation des Wasserdampfs, sind nahezu vernachlässigbar. Obwohl es mit den Cyanobakterien vielleicht schon vor 3,5 Milliarden Jahren erste Lebewesen gab, die oxygene Photosynthese betrieben, zeigte sich deren Effekt auf die Zusammensetzung der Erdatmosphäre sehr spät. Ursache für die zunächst geringe Anreicherung von freiem Sauerstoff war, dass der in den Ozeanen gebildete Sauerstoff chemisch sofort mit anderen Stoffen seiner Umgebung reagierte.
Sauerstoff wurde bei der Oxidation von zweiwertigem Eisen zu dreiwertigem Eisen, also der Bildung von schwer wasserlöslichen Fe(III)-Verbindungen, und bei der Oxidation von Schwefelwasserstoff bzw. Sulfid zu Sulfat verbraucht. Da sich der Sauerstoff folglich nicht in den Ozeanen anreichern konnte, gelangte zunächst auch kein Sauerstoff in die Atmosphäre. Auch sulfidische Schwermetallminerale wurden oxidiert, zum Beispiel FeS und FeS2 zu Fe2O3 und SO42−. Die Bändererze geben noch heute Zeugnis von dieser Etappe der Erdgeschichte.
Schließlich kam es aufgrund des Absinkens der Eisen(II)-Konzentration und Sulfid-Konzentration vor etwa 2,3 Milliarden Jahren zur Anreicherung des vor allem durch Cyanobakterien und Algen produzierten Sauerstoffs in den Ozeanen und damit auch zu einem Entweichen in die Atmosphäre. Die Sauerstoffkonzentration der Atmosphäre stieg bis vor 1 Milliarde Jahren auf ungefähr 3 %. Gleichzeitig ging die Konzentration des Kohlenstoffdioxids infolge seiner Assimilation durch Lebewesen und der Ausfällung von Carbonaten zurück. Vor 1,5 Mrd. Jahren traten die ersten aeroben Organismen auf, die den Sauerstoff in einem oxidativen Energiestoffwechsel verbrauchten und dadurch mehr Energie gewannen (in der Atmungskette), als in einem Energiestoffwechsel ohne Sauerstoff. Sauerstoffverbrauchende Atmung und sauerstoffbildende Photosynthese erreichten dadurch letztlich ein Gleichgewicht.
Durch die zunehmende Sauerstoffkonzentration kam es vor etwa 750 bis 400 Millionen Jahren zur Bildung von Ozon (O3) in höheren Schichten der Atmosphäre und damit zu einer Abschirmung der Erdoberfläche von UV-Strahlen, was für die Entwicklung des Lebens auf den Kontinenten eine entscheidende Rolle spielte. Vor 500 bis 600 Millionen Jahren waren die Sauerstoffsenken gesättigt und es folgte ein recht sprunghafter Anstieg der Luftsauerstoffkonzentration auf 12 % aufgrund von oxygener Photosynthese. Das heutige Niveau war erstmals vor etwa 350 Millionen Jahren erreicht, hat seitdem jedoch mehrere starke Schwankungen durchgemacht. So lag der Sauerstoffgehalt während des Karbons über 30 % und sank im Zuge des Klimawandels während des Perm-Trias-Übergangs auf rund die Hälfte ab. Bis zum Jura stieg der Sauerstoffgehalt, nicht zuletzt wegen der Entwicklung von Bäumen, wieder auf 26 %, erreichte in der Kreidezeit mit 30 % einen erneuten Peak und sank anschließend allmählich auf das heutige Niveau von etwa 21 %.

### Jüngste Entwicklung
In jüngster Zeit ist vor allem ein menschlich verursachter Anstieg in der Konzentration der Treibhausgase zu verzeichnen. Insbesondere erhöhte sich die Konzentration von Kohlenstoffdioxid in der Erdatmosphäre in den letzten hundert Jahren auf fast das 1,5-fache. Wichtig ist jedoch nicht nur die Gesamtkonzentration eines Gases über die gesamte Atmosphäre, sondern auch die Schichtung (Gradient). So ist zum Beispiel Ozon in der Ozonosphäre für das Leben auf dem Land von großer Bedeutung, jedoch in der unteren Troposphäre gesundheitsschädlich (Smog).